# Dieter Leibfritz
Dieter Leibfritz (* 30. April 1944 in Horb) ist ein deutscher Chemiker. Er war Professor für Instrumentelle Analytik und Organische Chemie an der Universität Bremen und Seniorprofessor an der Medizinischen Fakultät der Universität Tübingen (2015–2017).

## Leben und Karriere
Leibfritz studierte Chemie an der Universität Tübingen, wo er 1970 bei Horst Kessler mit summa cum laude zum Dr. rer. nat. (NMR-Untersuchungen zur Isomerisierung an CN-Bindungen) promoviert und mit dem Fakultätspreis für die beste Promotion ausgezeichnet wurde. Nach der Promotion war er bis 1972 als Forschungsstipendiat der Deutschen Forschungsgemeinschaft (DFG) Postdoc am California Institute of Technology (bei John D. Roberts). Er habilitierte sich 1976 am Institut für Organische Chemie der Goethe-Universität Frankfurt und wurde zum Dozenten für Organische Chemie ernannt. Von 1977 bis 2009 war er C4-Professor für Instrumentelle Analytik und Organische Chemie an der Universität Bremen. 1988 lehnte er einen Ruf auf eine C4-Professur an der Universität Frankfurt ab. Im Jahr 2015 wurde Leibfritz von der Medizinischen Fakultät der Universität Tübingen zum Seniorprofessor ernannt. Die Auszeichnung wurde ihm für sein Engagement für die Tübinger Universität verliehen.

## Forschungsfelder
Leibfritz war Gründer und langjähriger Leiter der Bremer MR-Gruppe (hochauflösende Kernspinresonanzspektroskopie [NMR] und Magnetresonanztomographie [MRI/MRS]). Mehr als 100 Naturwissenschaftler arbeiteten als Doktoranden, Postdocs, Habilitanden in den Laboratorien von Leibfritz.
Die Forschungsschwerpunkte der Gruppe lagen auf folgenden Gebieten:
- Methodische Entwicklungen und applikative Arbeiten zur schnellen 1H spektroskopischen Bildgebung und lokalisierten in-vivo-NMR-Spektroskopie
- 1H-NMR-Bildgebung des Pankreas
- MR-Mikroskopie fixierter Gewebsproben
- funktionelle und strukturelle NMR-Tomographie
- NMR-Tomographie und spektroskopische Bildgebung zur Charakterisierung poröserer Materialien
- CEST-NMR-Tomographie (Chemical Exchange Saturation Trasfer)
- Lokalisierte 13C-NMR-Spektroskopie

## Auszeichnungen
- Fellow der International Society for Magnetic Resonance in Medicine (ISMRM)[4]
- Fellow der European Society for Magnetic Resonance in Medicine and Biology (ESMRMB)[5]

## Publikationen (Auswahl)
Leibfritz ist Autor und Coautor von über 300 experimentellen Publikationen.
- C. Zwingmann, D. Leibfritz: Glial-neuronal shuttle systems. In: A. Lajtha, G. E. Gibson, G. Dienel (Hrsg.): Handbook of Neurochemistry & Molecular Neurobiology. Brain Energetics: “Integration of Molecular and Cellular Processes”. 3. Auflage. Springer, New York, Berlin 2007, ISBN 978-0-387-30366-6, S. 197–238, doi:10.1007/978-0-387-30411-3_9.
- D. Leibfritz, W. Dreher, W. Willker: In vivo NMR applications of metabonomics (Kapitel 17). In: J. C. Lindon, J. K. Nicholson, E. Holmes (Hrsg.): The Handbook of Metabonomics and Metabolomics. Elsevier B. V., Amsterdam 2006, ISBN 978-0-444-52841-4, S. 489–516.
- C. Zwingmann, T. Shokati, R. F. Butterworth, D. Leibfritz: Use of NMR spectroscopy for the study of ammonia metabolism in astrocytes and neurons: Role of glutamine synthesis in astrocytes. In: E. A. Jones, R. A. F. M. Chamuleau, A. J. Meijer (Hrsg.): Advances in Hepatic Encephalopathy and Nitrogen Metabolism. Kluwer, Dordrecht, Nederlands 2003, S. 299–311, doi:10.1007/978-94-010-0159-5.
- C. Zwingmann, C. Richter-Landsberg, A. Brand, D. Leibfritz: Alanine as precursor of glutamate and GABA – A multinuclear NMR study. In: C. Yurdaydin, H. Bozkaya (Hrsg.): Advances in Hepatic Encephalopathy and Metabolism in Liver Disease. Ankara University Press, 2000.
- J. Monnerjahn, M. Nölte, T. Derr, T. Castedello, E. Meyer, E. A. Lison, D. Leibfritz: Neuronale Netze zur Analyse von Nierenfunktionsmarkern gestützt auf 1H-NMR Spektren von Blutplasmaproben. In: E. A. Lison, H. Diehl (Hrsg.): Medizinische Forschung und Gesundheitswesen in Bremen. Pabst Verlag, Bremen 1998.
- T. Derr, Th. Els, M. Gyngell, D. Leibfritz: Characterization of tumorous tissue in rat brain by in vitro magnetic resonance spectroscopy and artificial neural networks. In: E. Keravnou, C. Garbay, R. Baud, J. Wyatt (Hrsg.): Lecture Notes in Artificial Intelligence in Medicine. Springer Verlag, Berlin 1997, ISBN 3-540-62709-X.
- D. Leibfritz, R. Altenburger: Cell suspensions. In: Encyclopedia of Nuclear Magnetic Resonance Spectroscopy. Band 2. Wiley, Chichester, England 1996.
- A. Haase, D. Norris, D. Leibfritz, D. Matthaei: Schnelle Protonen-MR-Bildgebung (SNAPSHOT-FLASH-MRI). In: J. Lissner, J. L. Doppmann, A. R. Magulis (Hrsg.): MR'90 3. Int. Kernspintomographie Symposium, Garmisch-Partenkirchen 1989. Deutscher Ärzte Verlag, Köln 1990.
- D. Stryjewski, H. Oschkinat, D. Leibfritz: A specific metabolite editing technique in H-1 NMR spectra by a soft COSY technique in body fluids and tissue. In: J. D. de Certaines (Hrsg.): Magnetic Resonance Spectroscopy of Biofluids. World Scientific Publ., London 1989, S. 75.
- D. Leibfritz, J. Stelten, W. Offermann, O. Sezer, H. Rasche: H-1 NMR spectroscopy of blood plasma: An efficient method for detection of cancer? In: J. D. de Certaines (Hrsg.): Magnetic Resonance Spectroscopy of Biofluids. World Scientific Publ., London 1989, ISBN 981-02-0062-5, S. 155.
- O. Sezer, J. Stelten, H. Rasche, D. Leibfritz: The Fossel Test (NMR spectroscopy of plasma): An efficient method for detecting cancer? In: K. Wilms, H. Rückle, P. Meyer (Hrsg.): Diagnostische und therapeutische Entwicklungen in der Hämatologie und Onkologie. W. Zuckschwerdt Verlag, München 1988, S. 377–383.
- D. Leibfritz: P-31-NMR-Spektroskopie an Zellen, Organen und Organismen. In: H. Rüterjans (Hrsg.): Kernresonanzspektroskopie – Stand und Perspektiven der in-vivo-NMR-Spektroskopie in der medizinischen Diagnostik (= Schriftenreihe zum Programm der Bundesregierung Forschung und Entwicklung im Dienste der Gesundheit). Bonn 1987, S. 135–192.
- G. E. Hawkes, C. Marzin, D. Leibfritz, S. R. Johns, K. Herwig, R. A. Cooper, D. W. Roberts, J. D. Roberts: Lanthanide induced 13C NMR-shifts NMR-Shift-Reagents. In: R. E. Sievers (Hrsg.): NMR Shift Reagents. Academic Press, 1973, ISBN 0-12-643050-0.